# Myosine

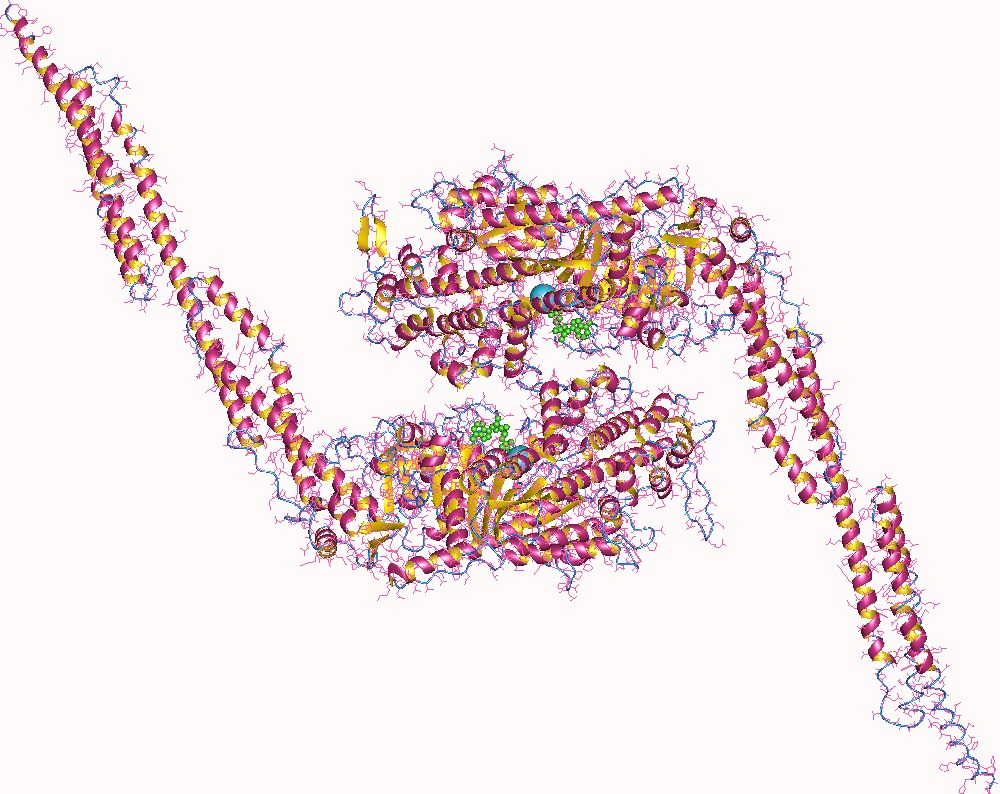
myosine HC (fragment) dimer, Dictyostelium discoideum.

Myosine is een motoreiwit dat samen met actine vezels vormt. Myosine komt voor in de cellen van eukaryoten.
De samentrekking van spieren is mogelijk door deze twee eiwitten. Ze vormen vezels die in elkaar kunnen schuiven. De binding tussen actine en myosine tot actomyosine is bijzonder sterk en wordt op verschillende manieren in de bio-technologie gebruikt. Het EG-nummer van actomyosine is 3.6.4.1.

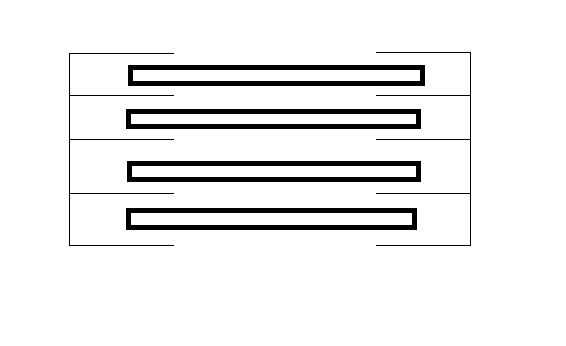
Hier is de interactie tussen actine en myosine schematisch weergegeven. Er is te zien dat er een open horizontale ruimte is tussen de dikke (myosine) en dunne strepen (actine). Daardoor kunnen ze in elkaar schuiven. Deze schuifactie kost energie en wordt door ATP en GTP gevoed.

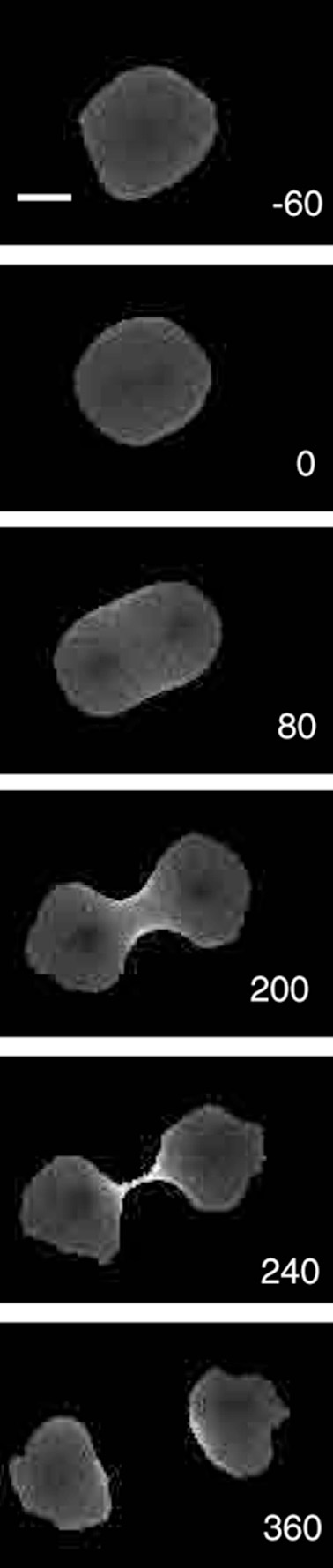
De actomyosinering induceert de vorming van de klievingsgroef (4e van boven) om de celklieving te ondersteunen.

## Myosine-klassen

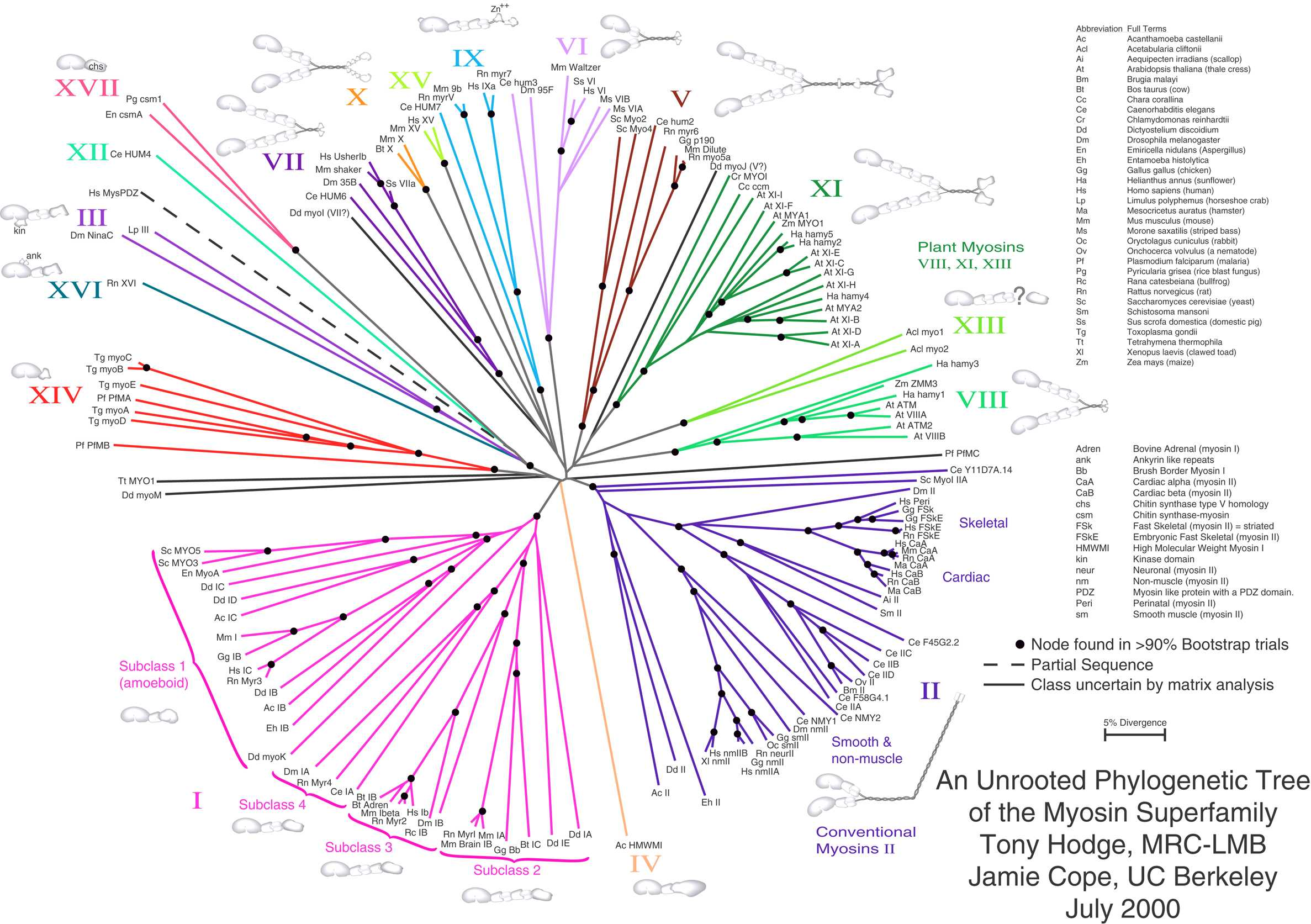
Fylogenetische stamboom zonder gemeenschappelijke voorganger van myosine — ; klik op de afbeelding voor grotere versie (bron: http://webarchive.loc.gov/all/20011109204837/http://www.mrc-lmb.cam.ac.uk/myosin/trees/trees.html)

Het eerst werd ontdekt dat myosine een moleculair motoreiwit van spiervezels is (bestanddeel van het sarcomeer, de samentrekkende delen van de myofibrillen (myosinefilamenten)). Later werd gevonden dat andere leden van de proteïnefamilie ook een rol spelen, waarvan de functies echter nog niet goed bekend zijn. Deze zogenoemde onconventionele myosinen spelen in ieder geval een rol bij het intracellulaire transport tussen celorganellen, bij het afsnoeren van vesikels (blaasjes), bij endocytose en celgroei.
Bij fylogenetische studies wordt de myosinefamilie ingedeeld in klassen en onderklassen. Het in de spiervezels voorkomende myosine behoort met enkele andere niet in de spieren voorkomende myosinen tot klasse II, die ook wel conventionele myosinen genoemd worden. Alle anderen klassen worden onconventionele myosinen genoemd. De  eerst ontdekte onconventionele myosine is in klasse I ingedeeld. Nieuwe klassen van onconventionele myosinen worden doorlopend genummerd (III, IV, V, ...). Officieel worden 18 klassen onconventionele myosinen erkend, terwijl er ondertussen myosinen bekend zijn van ten minste zes nog niet erkende klassen. Begrenzing en indeling van myosinen is echter discutabel.

## Bouw
De meeste myosine moleculen bestaan uit een kop-, nek- en staartgedeelte.
- Het kopgedeelte bindt zich aan het actine-filament en gebruikt ATP-hydrolyse voor het verkrijgen van de benodigde energie om langs het filament te "lopen" richting het haakvormige (+)eind (met uitzondering van the myosine VI, dat zich beweegt naar het puntige (-)eind).
- Het nekgedeelte vormt de verbinding en werkt tevens als een hefboom voor het overbrengen van de door het katalytisch motorgedeelte opgewekte kracht. Het nekgedeelte heeft bindingsplaatsen voor de zogenaamde lichte kettingen. Deze lichte kettingen bestaan uit bepaalde aminozuren van een macromoleculair complex en hebben in het algemeen structurele of regulerende functies.
- Het staartgedeelte zorgt voor interactie met te verplaatsen moleculen (vrachtmoleculen) en/of andere myosine-subeenheden. In sommige gevallen kan het staartgedeelte mogelijk een rol spelen bij het reguleren van de motorische activiteit.

## Samentrekking van de spier
Het hier beschreven voorbeeld toont de beweging in de spier van het conventionele myosine II, waarbij de actine- en myosinedraden in elkaar geschoven worden. Het verloop is bij de onconventionele myosinen in principe hetzelfde, behalve dat hierbij een myosine-dimeer met zijn vracht langs een actinedraad „wandelt“. Daarbij bindt een myosinekop afwisselend, zodanig dat het lijkt alsof „een voet na de andere“ naar voren verplaatst wordt. De beweging verloopt gericht daar myosine op de actinedraad slechts in één richting wandelen kan. In de regel loopt myosine in de richting van het plus-eind van een actinedraad. Een uitzondering hierop is het myosine VI, dat zich in tegengestelde richting beweegt. Verschillende onconventionele myosine-klassen kunnen in beide richtingen langs het actine bewegen. 

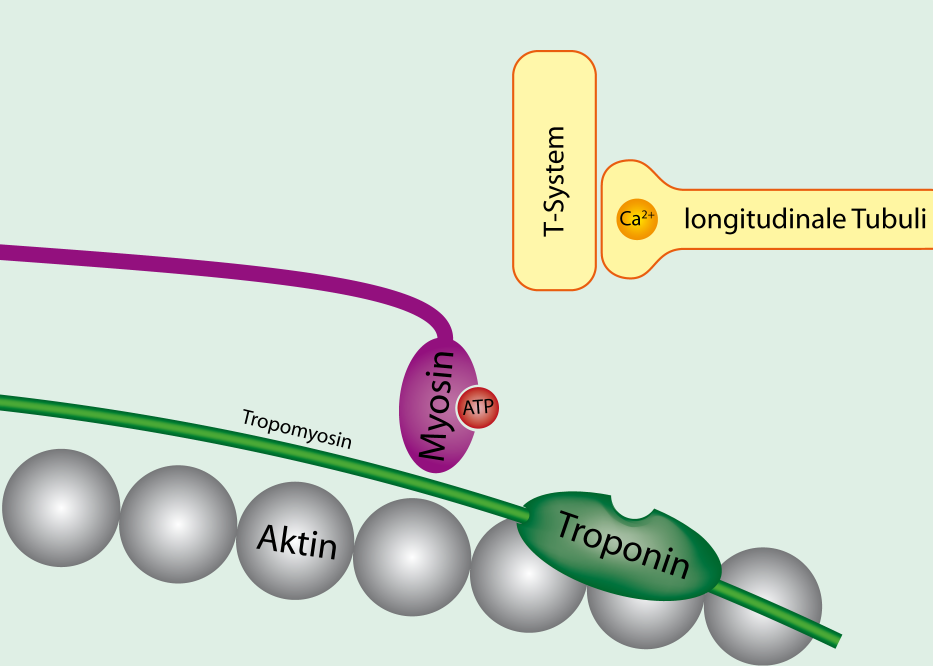
Tropomyosine bindt aan actine op de troponineplaats, waardoor de binding van myosine geblokkeerd wordt.
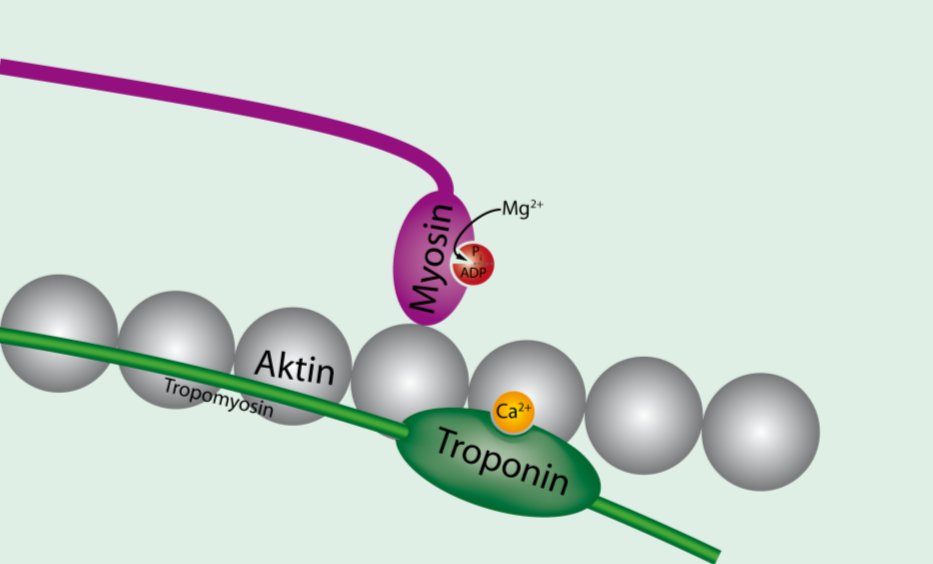
Troponine bindt aan calcium, waardoor tropomyosine los laat van het actine en myosine aan het actine kan binden.
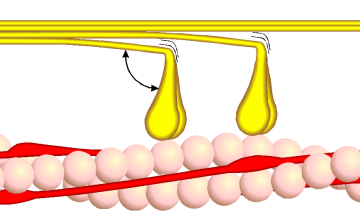
Dwarsverbindingcyclus (crossbridgecyclus) fase 1 - Myosine (geel) bindt aan actine (roze) op troponineplaats onder opname van Ca2+-ionen. De aangeduide hoek is ongeveer 90°.
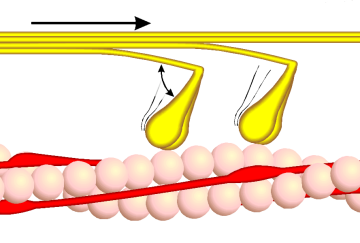
Dwarsverbindingcyclus fase 2 - Myosinekopjes (geel) vallen voorover en glijden zo langs het actine (roze). ATP gaat daarbij over in ADP en fosfaat. De aangeduide hoek is ongeveer 50°.
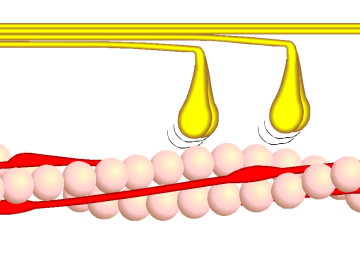
Dwarsverbindingcyclus fase 3 - Myosinekopjes (geel) laten los onder opname van ATP van het actine (roze).
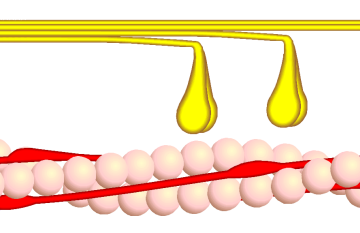
Dwarsverbindingcyclus fase 4 - Myosine (geel) in rust. Actine (roze).

## Energieleverancier
De ATP-voorraad in de spieren is gewoonlijk genoeg voor 5 tot 6 seconden durende spierbelasting. Daarna wordt voor de daarop volgende 10 seconden kreatinefosfaat verbruikt. Ten slotte wordt bij langere belasting glucose (druivensuiker) als energieleverancier verbruikt. Dit proces moet gezien worden als een continuüm waarin alle systemen niet uitsluitend los van elkaar werken, maar allen tegelijkertijd actief zijn.

## Klinische betekenis
Mutaties in genen die coderen voor actine of myosine kunnen leiden tot spierziekten, zoals nemaline myopathie en de hereditaire motorische en sensorische neuropathieën (ziekte van Charcot-Marie-Tooth). Actomyosinefunctiestoornissen kunnen ook betrokken zijn bij ziekten zoals kanker en hart- en vaatziekten.